# エレメンタルナイツオンライン
『エレメンタルナイツオンライン』は、ウインライトにより開発・運営元されるモバイル向けMMORPG。公式略称は『エレナイ』。
AndroidとiOS向けに配信されており、フィーチャーフォン向けにはiモード・EZアプリ(BREW)・S!アプリで公式コンテンツ

として提供されている。
スピンオフ作品としてエレメンタルアームズがスマートフォン向けにリリースされた。
10年目となる2018年には『レジェンド オブ エレメンタルナイツ』としてリニューアルを発表。
2018年9月27日、Nintendo Switch版のサービスを開始。
2021年1月26日、PlayStation 4版のサービスを開始。

## 特徴
職業を選んでキャラクターを作成、他のユーザーと協力しながらモンスターを倒して経験を積み、レベルアップを目指していく。
ゲーム内のキャラクターやモンスター、背景などは、すべて3Dで描画されている。

## 世界観
中世ヨーロッパの世界観に近い剣と魔法のファンタジー世界である。可愛いキャラクターデザインが特徴。

## ゲームシステム
髪型や顔、性別、職業、武器や装備などを選択して、自分好みのキャラクターを作成することができる。初期職業は、敵の攻撃を受け仲間の盾となる「ファイター」、仲間を回復してその脅威から救う「クレリック」、高い攻撃力でモンスターの体力を奪う「シーフ」、魔法攻撃を行う「ウィザード」から選ぶことができる。さらに、その職業からの転職も可能。レベルは職業別に設定されているため、転職すると１に戻る。ただし再び元の職業に戻る際は転職前と同じレベルを維持した状態になり、また一度転職したことのある職業についてはいつでもどこでも転職が可能になる。
ガチャで手に入れた装備は「おしゃれ装備」というものがあり、有料で手に入れた「合成の壺」をつかうことによって愛用の武具と融合させて外見を変えることができる。
またそれによってステータスが上下することもあるため、一概におしゃれ要素のみというわけではない。

## 歴史
- 『エレメンタルナイツオンライン ～エピソード０～』（2008年5月23日）i-mode
- 『エレメンタルナイツオンライン ～エピソード１～』（2008年8月25日）i-mode au Softbank
- 『エレメンタルナイツオンライン ～フロンティア～』（2009年3月19日）i-mode au Softbank
- 『エレメンタルナイツオンライン ～ドラゴンズ～』（2009年11月11日）i-mode au Softbank mobage
- 『エレメンタルナイツオンライン ～ザワールド～』（2011年3月7日）iPhone Android i-mode au Softbank
- 『エレメンタルナイツオンライン ～アキツ覚醒編～』（2015年4月28日）iPhone Android i-mode au Softbank
- 『エレメンタルナイツR』（2017年9月22日）iPhone Android i-mode au Softbank
- 『レジェンド オブ エレメンタルナイツ』[4]iPhone Android i-mode au Softbank

## 関連作品
ファランクスオンライン

エレメンタルマスター

エレメンタルアームズ

元素騎士オンライン
本作のライセンスを使用したNFTゲーム。